# Jay McCarroll
Jay McCarroll (nascido em 11 de outubro de 1974) é um estilista estadunidense ganhador da primeira temporada do reality show Project Runway, em 2005.